# Elisabeth Seitz
Elisabeth Seitz (Heidelberg, 4 de noviembre de 1993) es una deportista alemana que compite en gimnasia artística, especialista en la prueba de barras asimétricas.
Ganó una medalla de bronce en el Campeonato Mundial de Gimnasia Artística de 2018 y cinco medallas en el Campeonato Europeo de Gimnasia Artística entre los años 2011 y 2023.
En los Juegos Europeos de Bakú 2015 obtuvo una medalla de plata en la prueba por equipos. Participó en tres Juegos Olímpicos de Verano, ocupando el sexto lugar en Londres 2012, el cuarto en Río de Janeiro 2016 y el quinto en Tokio 2020, en su especialidad.

## Palmarés internacional
| Campeonato Mundial | Campeonato Mundial    | Campeonato Mundial | Campeonato Mundial   |
| Año                | Lugar                 | Medalla            | Prueba               |
| ------------------ | --------------------- | ------------------ | -------------------- |
| 2018               | Doha (Catar)          | Medalla de bronce  | Barras asimétricas   |
| Juegos Europeos    |                       |                    |                      |
| Año                | Lugar                 | Medalla            | Competición          |
| 2015               | Bakú (Azerbaiyán)     | Medalla de plata   | Concurso por equipos |
| Campeonato Europeo |                       |                    |                      |
| Año                | Lugar                 | Medalla            | Prueba               |
| 2011               | Berlín (Alemania)     | Medalla de plata   | Concurso individual  |
| 2017               | Cluj-Napoca (Rumania) | Medalla de bronce  | Barras asimétricas   |
| 2022               | Múnich (Alemania)     | Medalla de oro     | Barras asimétricas   |
| 2022               | Múnich (Alemania)     | Medalla de bronce  | Concurso por equipos |
| 2023               | Antalya (Turquía)     | Medalla de bronce  | Barras asimétricas   |